# سنت-مر-اگلیز
سنت-مر-اگلیز (به فرانسوی: Sainte-Mère-Église) یک کمون در فرانسه است که در canton of Sainte-Mère-Église واقع شده‌است.

## خصوصیات
سنت-مر-اگلیز ۳۲٫۰۸ کیلومترمربع مساحت و ۲٬۵۸۸ نفر جمعیت دارد و ۳۴ متر بالاتر از سطح دریا واقع شده‌است.

## نگارخانه

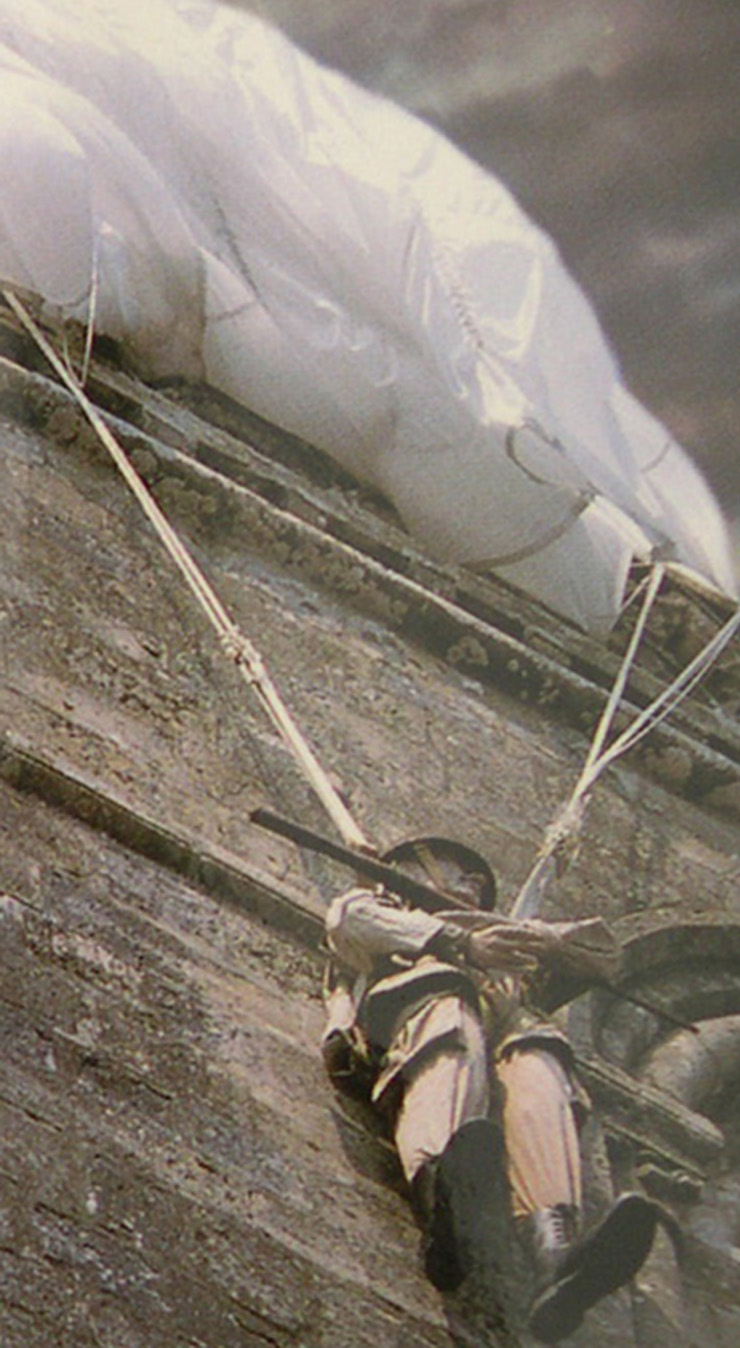
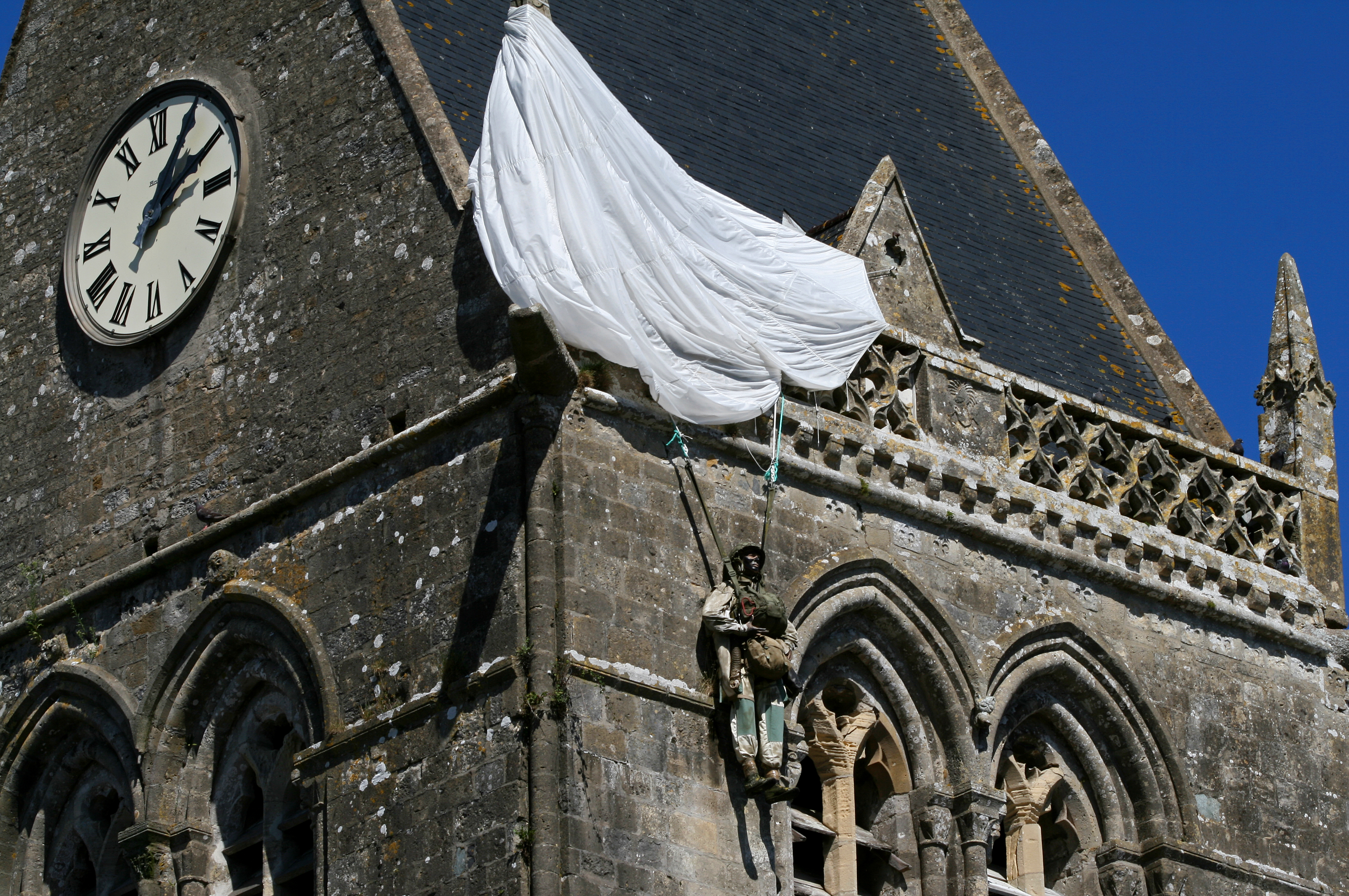
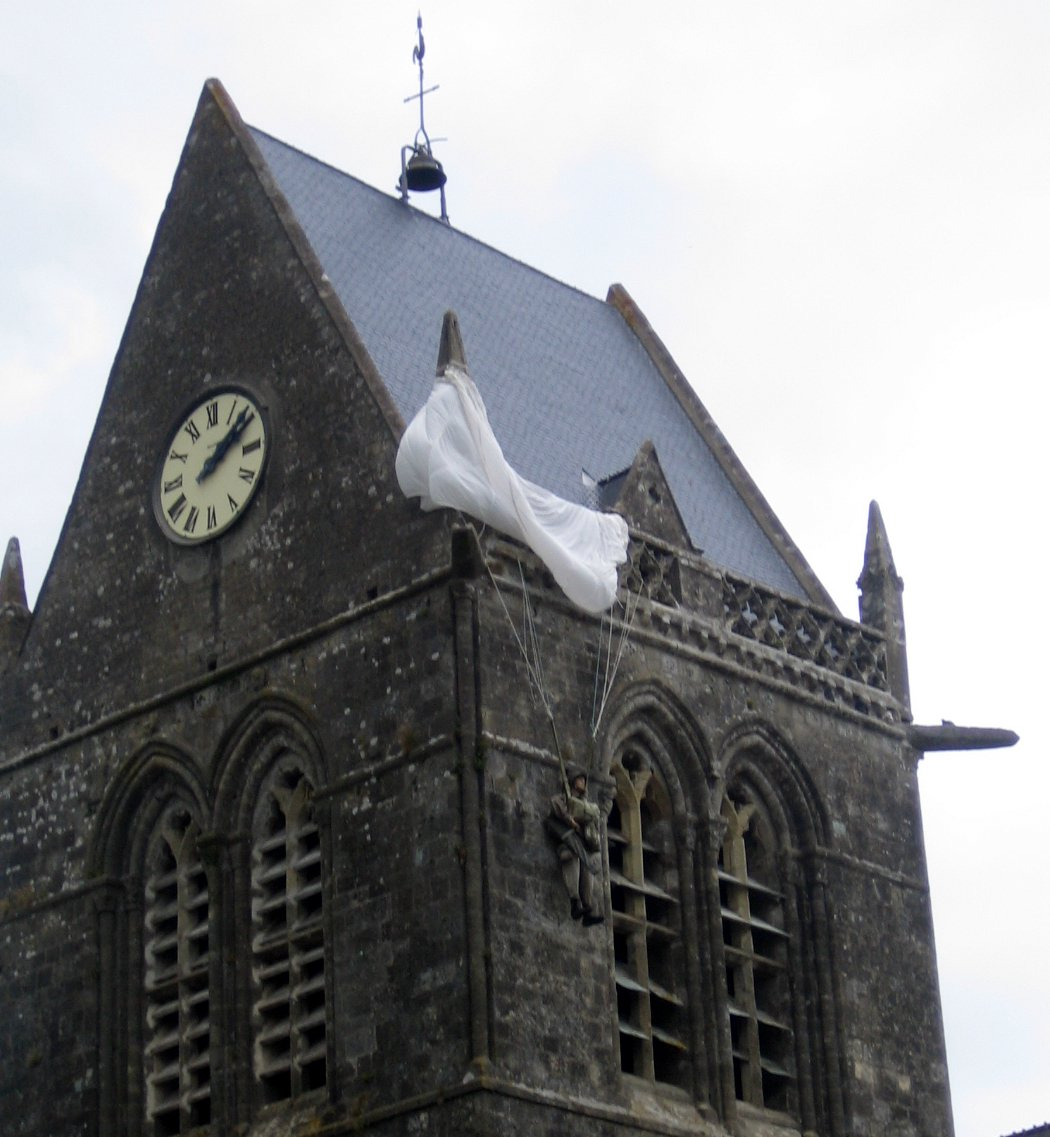
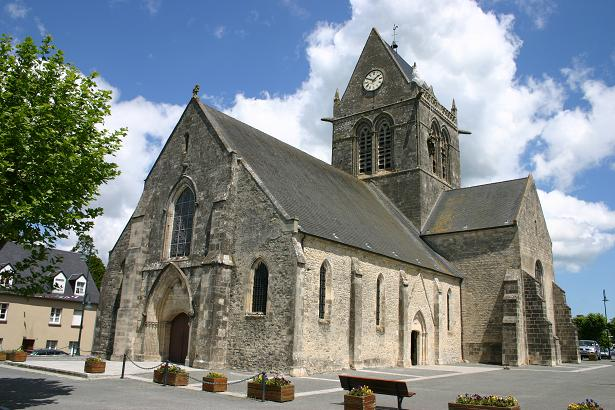
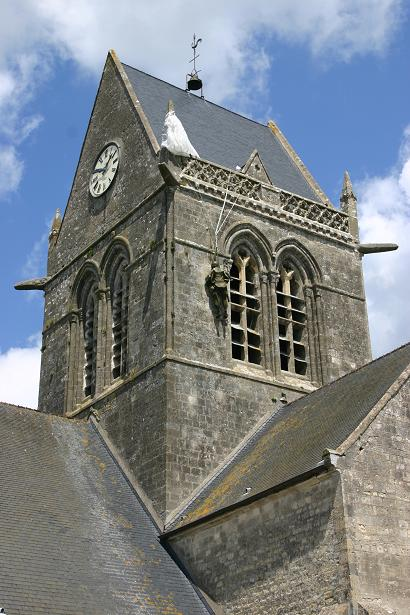